# Nästan kommutativ ring
Inom abstrakt algebra är en filtrerad ring A nästan kommutativ om den associerade graderade ringen {\displaystyle \operatorname {gr} A=\oplus A_{i}/{A_{i-1}}} är kommutativ.
Exempel på nästan kommutativa ringar är Weylalgebror.